# Rabdomioma
Rabdomioma é um tumor benigno com origem nas células do miocárdio. Rabdo é referência as céluas cardíacas, mio=músculo e OMA é a terminação de neoplasias benignas (há exceções).